# Amt Blankenstein (Ennepe-Ruhr-Kreis)
Das Amt Blankenstein war ein Amt im Kreis Bochum (von 1844 bis 1885), im Kreis Hattingen (von 1885 bis 1929) und im Ennepe-Ruhr-Kreis (von 1929 bis 1970).

## Geschichte

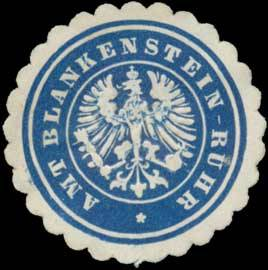
Siegelmarke des Amts Blankenstein-Ruhr

Das Amt entstand als Bürgermeisterei Blankenstein 1817 in Nachfolge der Mairie Blankenstein im Kanton Hattingen im Arrondissement Hagen im Département Ruhr des französischen Satellitenstaats Großherzogtums Berg. Seine Wurzeln hatte es im seit dem Mittelalter bestehenden märkischen Amt Blankenstein.
Preußen verwaltete provisorisch das Großherzogtum nach Abzug der Franzosen im Generalgouvernement Berg, bevor es auf dem Wiener Kongress das Gebiet endgültig zugesprochen bekam. Nach Gründung der Provinz Westfalen führte Preußen seine Verwaltungsstrukturen ein. Die Bürgermeisterei Blankenstein wurde dem Kreis Bochum zugeordnet.
1844 wurde die Bürgermeisterei in ein Amt umgewandelt. Zu dem Amt gehörten anfänglich die Stadt Blankenstein sowie die teilweise aus alten Bauerschaften hervorgegangenen Landgemeinden Buchholz, Durchholz, Heven, Ostherbede, Stiepel, Vormholz und Westherbede. Seit dem 1. Juli 1885 gehörte das Amt Blankenstein zum neuen Kreis Hattingen, der aus dem Kreis Bochum herausgelöst wurde. Im Kreis Hattingen wurde die Amtsgliederung geändert. Durchholz, Heven, Ostherbede, Vormholz und Westherbede schieden am 1. Juli 1886 aus dem Amt Blankenstein aus und bildeten das neue Amt Heven-Herbede. Neu zum Amt Blankenstein kamen die beiden Gemeinden Holthausen und Welper aus dem Amt Hattingen.
1929 wurde der Kreis Hattingen aufgelöst. Gleichzeitig wurde Stiepel in die kreisfreie Stadt Bochum eingemeindet. Das Amt Blankenstein, nunmehr noch aus Blankenstein, Buchholz, Holthausen und Welper bestehend, kam zum Nachfolger Ennepe-Ruhr-Kreis.
1937 wurden die beiden Gemeinden Obersprockhövel und Niedersprockhövel aus dem aufgelösten Amt Sprockhövel in das Amt Blankenstein eingegliedert. Am 1. September 1960 wurden Obersprockhövel und Niedersprockhövel zur Gemeinde Sprockhövel zusammengeschlossen.
Am 1. April 1966 wurde die Stadt Blankenstein mit den Gemeinden Buchholz, Holthausen und Welper zu einer neuen Stadt Blankenstein zusammengeschlossen.
Das nun aus zwei Gemeinden bestehende Amt Blankenstein wurde zum 1. Januar 1970 aufgelöst. Die Stadt Blankenstein wurde mit Ausnahme des Ortsteiles Buchholz, der in Herbede eingegliedert wurde, in die Stadt Hattingen eingemeindet. Die Gemeinde Sprockhövel wurde amtsfreie Stadt.

## Einwohnerentwicklung
| Jahr | Einwohner | Quelle |
| ---- | --------- | ------ |
| 1839 | 6.659     | [ 9 ]  |
| 1859 | 9.807     | [ 10 ] |
| 1871 | 12.301    | [ 11 ] |
| 1885 | 15.285    | [ 12 ] |
| 1895 | 11.304    | [ 13 ] |
| 1910 | 14.899    | [ 14 ] |
| 1933 | 10.403    | [ 15 ] |
| 1939 | 10.145    | [ 15 ] |
| 1950 | 21.048    | [ 16 ] |
| 1961 | 25.269    | [ 17 ] |

Die Zusammensetzung des Amtes wurde mehrfach geändert.

## Wappen
| Wappen von Amt Blankenstein | Blasonierung: „In Gold (Gelb) unter einem in drei Reihen zu je acht Feldern rot und silbern (weiß) geschachter Balken im Schildhaupt, eine gestürzte rote Rose mit grünem Stängel.“ |
| Wappen von Amt Blankenstein | Wappenbegründung: Das von Waldemar Mallek entworfene Wappen wurde am 22. Dezember 1956 vom nordrhein-westfälischen Innenminister verliehen. Es zeigt die Farben der Grafschaft Mark, ergänzt durch die Rose des Grafen Friedrich von Isenberg, welcher bis 1226 über das Gebiet herrschte. Im Vertrag von Essen hatten die Erben des Isenbergers am 1. Mai 1243 auf das Gebiet um Hattingen zu Gunsten des märkischen Grafen verzichten müssen. |